# Osiedle Tysiąclecia (Koszalin)
Osiedle Tysiąclecia (do 1945 Mühlentor Vorstadt) – osiedle w północnej części Koszalina. 
Historia tego obszaru sięga średniowiecza, kiedy to za Bramą Młyńską przy głównym szlaku hanzeatyckim prowadzącym w kierunku Gorzebądza powstało Przedmieście Młyńskie, zwane też Przedmieściem Bramy Młyńskiej (niem. Mühlentor Vorstadt). Centralnym placem osady był obecny plac Jana Kilińskiego (niem. Nikolaiplatz), a przy wylocie drogi do Jamna wybudowano kaplicę pw. św. Mikołaja, który jest patronem żeglarzy i rybaków. Większą część zabudowy stanowiły warsztaty szkutnicze, w których budowano łodzie i niewielkie statki, które następnie przy pomocy drewnianych belek transportowano do Jamna, gdzie były wodowane. Budynki powstawały z drewna i ich zagładę przyniosła wojna siedmioletnia, natomiast kaplicę zburzono w 1822. Do czasów współczesnych pozostałością po dawnej osadzie jest plac Jana Kilińskiego oraz wrzecionowaty przebieg ulicy Podgórnej (dawniej Ackerstrasse). Obecna zabudowa ulicy Młyńskiej pochodzi z końca XIX i początku XX wieku. Na przełomie lat 50. i 60. XX wieku rozpoczęto prace projektowe związane z budową pierwszego dużego osiedla mieszkaniowego budowanego z zastosowaniem tzw. wielkiej płyty. Osiedle Tysiąclecia składa się z typowych pięcio- i jedenastokondygnacyjnych bloków mieszkalnych położonych przy ulicach Młyńskiej, Podgórnej, Budowniczych i Projektantów. Od 1971 północną i wschodnią granicą osiedla jest Aleja Monte Cassino (dawniej aleja Aleksandra Zawadzkiego). Obecnie realizowane są inwestycje wzdłuż ulicy Odrodzenia (dawniej Kopfbergstrasse), gdzie powstają niskie budynki mieszkalne o nowoczesnej architekturze.